# Holle lading
De holle lading is een bepaalde vorm die aan een explosief gegeven kan worden. Deze vorm wordt veel toegepast bij antitankwapens; voor het ontsteken van kernwapens; in de civiele sector voor de demolitie van gebouwen en staalconstructies met behulp van snijladingen en in de olie- en gaswinning voor het perforeren van het onderste gedeelte van de boorpijp ter verhoging van de stromingssnelheid.
De theorie van de holle lading werd in 1888 beschreven door de Amerikaan Charles Edward Munroe. Holle ladingen werden voor het eerst op grote schaal aangewend door Duitse troepen bij de aanval op de geschutskoepels en kazematten van het fort Eben-Emael in de vroege ochtend van 10 mei 1940 bij de start van Fall Gelb. 

## Principe

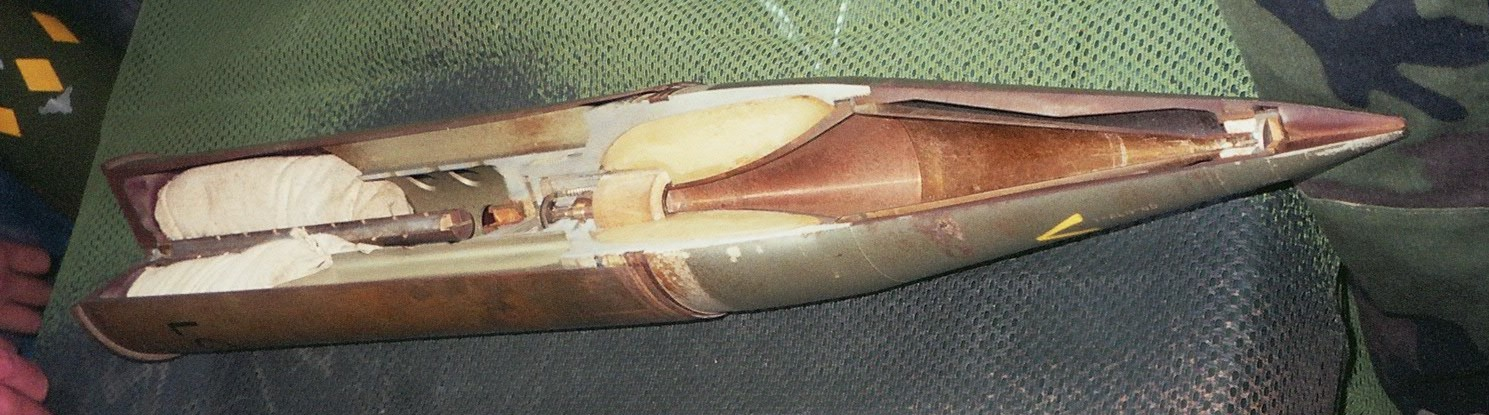
Een granaat met een holleladingsgevechtskop. De holle lading ziet men in het midden met een licht gebogen kegelvormige uitsparing in het beige explosief; het witte explosief links is de aandrijflading in de huls; de kegel rechts is slechts voor de aerodynamica en heeft de ontsteker in de punt

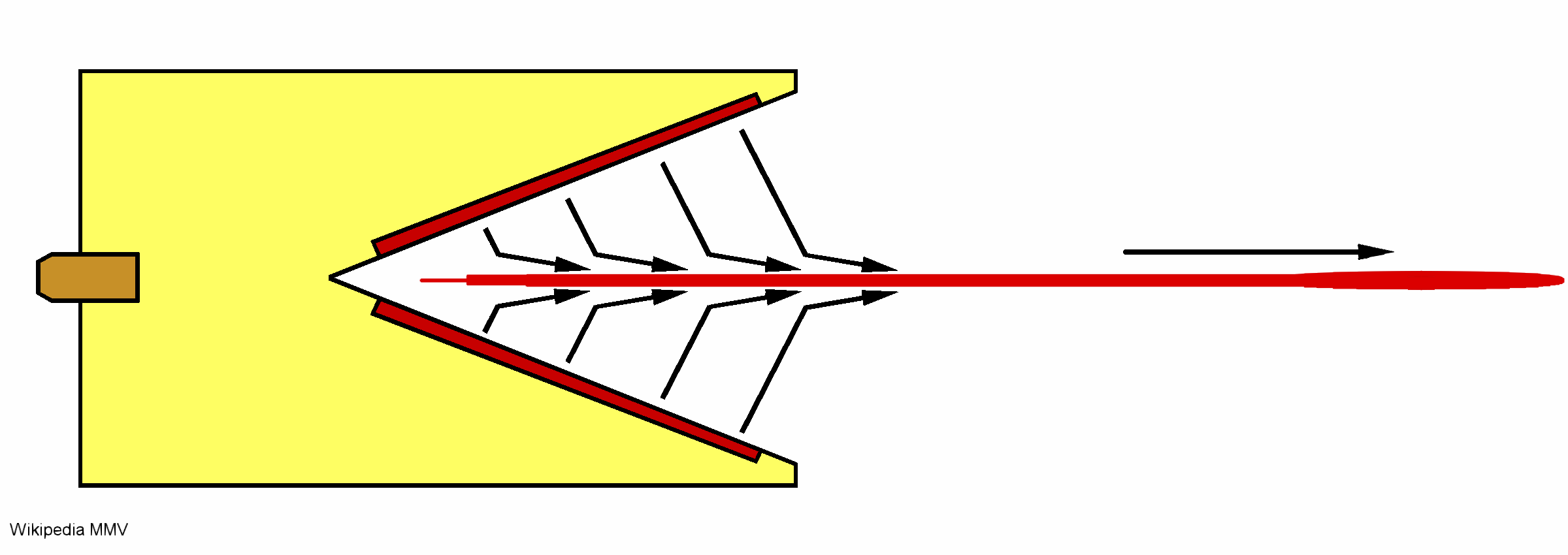
Een zeer schematische doorsnede van een ontploffende holle lading; in bruin de metalen bekleding van de kegel; de rode lijn is de "stekel" van vervormd metaal, die overigens in het echt van achteren breder is

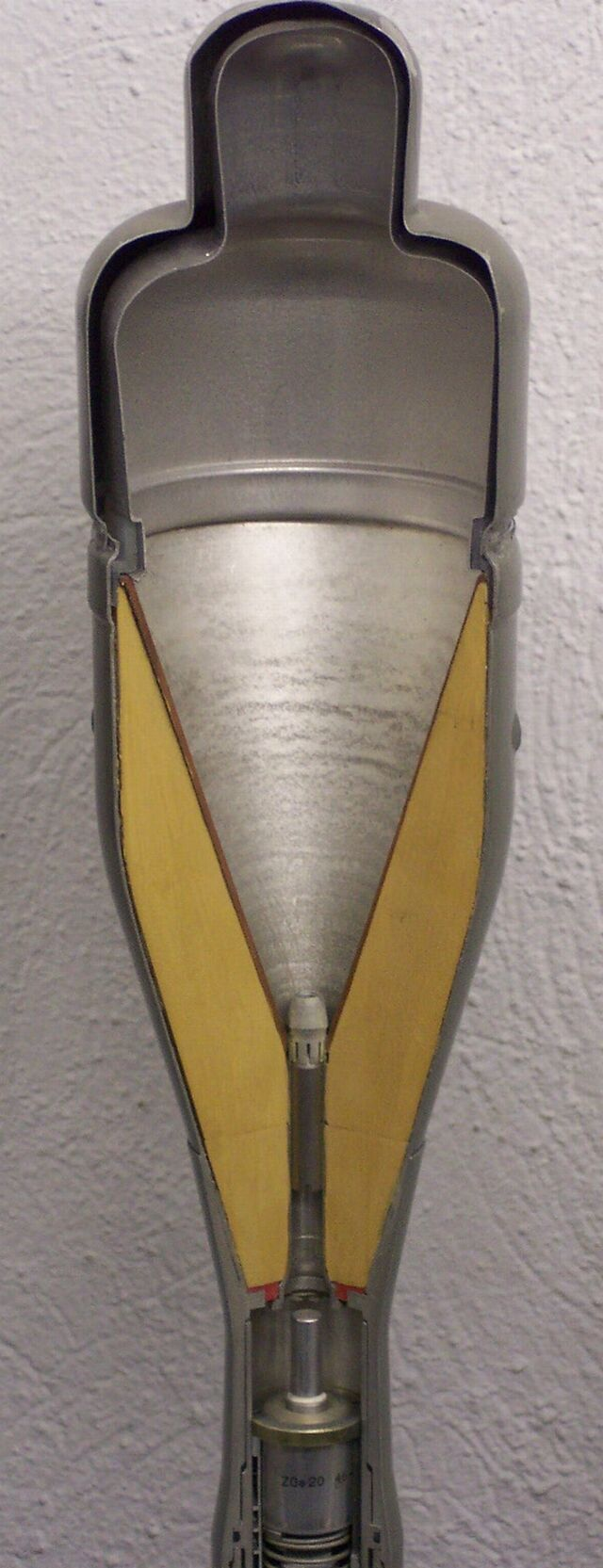
Een gehalveerde holle lading

Bij een bolvormig explosief zal er zich bij ontploffing zowel een naar buiten gerichte explosie voordoen, als een naar binnen gerichte implosie. Beide effecten hebben slechts een relatief geringe uitwerking op een stalen pantserplaat. Om met een normale explosie op een centimeter afstand een pantserplaat van maar twintig millimeter dikte te doen openscheuren is al een zware lading van zo'n twintig kilo TNT nodig. De implosie is bij een bolvormige lading tamelijk krachteloos, omdat de implosiekrachten elkaar opheffen. 
Anders wordt dat laatste als een grote kegelvormige uitsparing in de lengteas van een cilindervormig explosief wordt aangebracht. Wanneer een dergelijke "holle" lading ontploft, worden de implosiekrachten vanaf de kant die tegenover de uitsparing ligt niet meer in toom gehouden door een tegengestelde implosie. Er wordt dus een enorme kracht uitgeoefend in de lengteas van de lading in de richting van de opening. Tegelijkertijd wordt de implosie-energie van dat gedeelte van het explosief dat rond de uitsparing ligt, geconcentreerd in het centrum ervan. Door de wand van de kegelvormige uitsparing te bekleden met een laag zacht metaal, wordt dat door de implosie naar het centrum geslagen en daar met zo'n dertien kilometer per seconde naar buiten geworpen in de vorm van een "stekel". Dit gaat zo snel dat het metaal niet eens de tijd heeft te smelten: het wordt louter vervormd door een overschrijding van de maximale druk- en trekbelasting. Vaak noemt men dit, ietwat onnauwkeurig, een plasma of vereenvoudigt men het verhaal door onjuist toch van een "straal gesmolten metaal" te spreken. Doordat de vorming van de stekel een bepaalde tijd nodig heeft, al is dat nog geen milliseconde, verschilt de snelheid van de delen ervan nogal: de punt, die daar gevormd is waar de krachten het grootst zijn, en bestaat uit de delen van de metaalbekleding die dicht aan het oppervlak en rond het midden van de holle lading zaten, heeft de hoogste snelheid, tot 13 km/s. De grootste massa van het metaal zit echter in de "prop", die slechts tot één km/s versneld wordt. Hierdoor wordt de stekel, als hij daartoe de ruimte heeft, tot wel twee meter uitgerekt en valt daarna in stukken uiteen. Als er geen atmosfeer was, zouden de snelste daarvan de aarde verlaten, want hun snelheid ligt hoger dan de ontsnappingssnelheid; door de luchtweerstand gecombineerd met hun geringe massa worden ze in feite snel afgeremd.
Als de "hypertensiele" metalen stekel een pantserplaat raakt, oefent die een enorme kracht uit op een kleine oppervlakte en doorslaat die plaat met relatief gemak. De energie van een explosief kan hierdoor enkele duizenden malen efficiënter gebruikt worden dan bij een normale explosie. Dit is de reden dat de holle lading sinds de Tweede Wereldoorlog bij bijna alle projectielen gebruikt wordt die aan hun bewegingsenergie niet genoeg hebben: werpmijnen en projectielen gebruikt door terugslagloze kanonnen (zoals de Panzerfaust) en raketwerpers en geleide antitankraketten. Maar ook antitankgranaten die door (anti)tankkanonnen worden afgeschoten, maken vaak van dit principe gebruik, alsmede clusterbommen en antitankmijnen.
Behalve de metalen stekel, die een vrij smal gat in de pantserplaat boort, kunnen daarachter ook hete gassen het voertuig binnendringen en ontstaat er een drukgolf. De "prop" is van weinig belang voor de doorslag. Vanwege dit meervoudig effect wordt de holle lading in het Russisch een koemoelatiflading genoemd. De grootste schade wordt meestal door de stekel aangericht en aangezien die een vrij geringe massa heeft kan het effect, tenzij de brandstof- of munitievoorraad tot ontploffing komt, vaak — voor de aanvaller — teleurstellend gering zijn. Er bestaat een hardnekkige legende dat de bemanning door enkel de overdruk gedood zou worden. Tegenwoordig heeft een tank een anderhalfmaal hogere kans een holleladingspenetratie te overleven dan een doorslag door een staafpenetrator.

## Geschiedenis

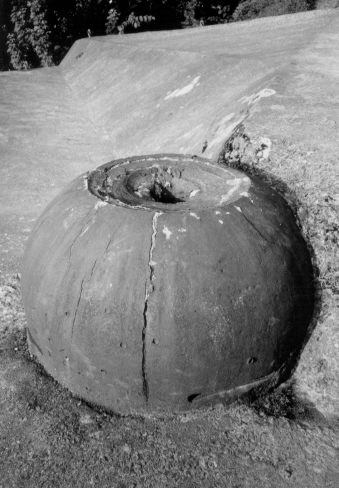
De uitwerking van een primitieve bolvormige holle lading op de bovenzijde van een ronde pantserkoepel van Fort Eben-Emael; de grote hoeveelheid explosief heeft de hele bovenkant geërodeerd en de pantserkoepel zelfs gespleten

De eerste holleladingswapens waren nog primitief en hadden de vorm van een halve bol. Al snel ontdekte men dat een kegel een efficiëntere vorm is. Het doorslagvermogen hangt af van de homogeniteit van de gebruikte materialen, de afstand waarop de lading tot ontploffing wordt gebracht, de diameter en overige vorm van de uitsparing, het gebruikte explosief en het toegepaste bekledende metaal, waarvan vooral de soortelijke massa relevant is. Vroeger gebruikte men vooral koper en lood en was de productiekwaliteit minder. Men bereikte toen typisch een doorslag die een- à anderhalfmaal die van de diameter van de gevechtskop bedroeg. Rond 1965 werden de gebruikte explosieven beter en het doorslagvermogen steeg tot viermaal de diameter bij een gevechtskop van 100 mm doorsnee en zesmaal de diameter bij 150 mm. De verhouding, die niet correct in een eenvoudige formule valt uit te drukken, is dus niet lineair maar eerder kwadratisch. De laatste decennia worden uranium en tantalium populairder. De holle lading is op zijn effectiefst wanneer zij op zo'n halve meter van het doel tot ontploffing wordt gebracht. De modernste typen hebben daarom een ver naar voren uitstekende magnetische ontsteker. De allerzwaarste operationele antitankraketten hebben een doorslagvermogen dat vermoedelijk de twee meter homogeen staal benadert.

## Tegenmaatregelen
Ontwerpers van pantservoertuigen probeerden al snel methoden te verzinnen hun voertuigen tegen de nieuwe dreiging te beschermen. Dat leverde eerst niet al te veel op. De laatste dertig jaar zijn er echter grote vorderingen gemaakt. Verschillende typen zijn:
- Afstandspantser: door de holle lading al op een afstand van het doel tot ontploffing te brengen, kan men het voertuig beschermen. Het probleem hierbij is dat de holle lading eerst juist effectiever wordt bij een toenemende afstand. Men zou het projectiel dus al op zo'n meter afstand moeten tegenhouden, wat aan de zijkanten van een tank nogal onpraktisch is. De Sovjet-Unie heeft voor de T-64 zogenaamd "kieuwpantser" ontwikkeld, met uitklapbare panelen aan de zijkant die bescherming boden tegen een aanval schuin van voren. Ook ontwikkelde men een soort uitklapbaar gaas dat aan de voorkant van de kanonloop bevestigd moest worden. Beide mechanismen zijn echter uit de dienst genomen omdat ze zeer snel beschadigd raakten tijdens het rijden in bebost terrein. Nu echter door de afstandsontsteker de holle lading zichzelf al op een optimale afstand tot ontploffing brengt, is het toch voordelig geworden een afstandspantser aan te brengen, zoals bijvoorbeeld de Leopard 2 A5 heeft. Vuurstellingen van tanks of observatieposten kan men omdat ze niet bewegen statisch beschermen met obstakels, zoals in de grond geslagen staken of een gespannen net. Een variant hierop is het recente Amerikaanse slat armor; het voertuig wordt beschermd door horizontale plastic lamellen, waarbij het de bedoeling is dat lichte antitankraketten, zoals afgeschoten door draagbare raketwerpers, helemaal niet tot ontploffing komen maar tussen de lamellen blijven steken, waarvan de tussenruimte aangepast is aan het in het conflict meest voorkomende type raket, i.c. de RPG-7. Dit zeer lichte systeem is vooral handig voor anders volledig onbeschermde voertuigen zoals vrachtwagens en jeeps.
- Compartimentalisering: omdat de stekel zo'n geringe massa heeft kan men vrij eenvoudig de effecten ervan na een doorslag verminderen door alle onderdelen van de tank in afgescheiden compartimenten op te bergen. Moderne tanks gebruiken diesel als brandstof; dit zal niet ontploffen door de stekel maar deze juist afremmen. De brandstoftanks kunnen de bemanning dus tegen een holle lading beschermen. De zuurstofrijke munitie vormt het grootste gevaar, maar kan in een aparte ruimte in de toren opgeborgen worden waarvan het dak zwak bevestigd is zodat een ontploffing dat eraf slingert en zo naar boven gekanaliseerd wordt.
- Laminaatpantser: de stekel wordt verstoord als hij de pantserplaat onder een schuine hoek raakt. Door nu verscheidene schuine pantserplaten met een kleine tussenruimte achter elkaar te bevestigen kan men de doorslag met zo'n 50% verminderen voor hetzelfde gewicht aan pantser. De ruimte tussen de platen wordt vaak opgevuld door een plastic of rubber, wat de constructie meer stevigheid geeft. Het plastic vervormt ook bij een inslag, wat de stekel verder verstoort. In deze vorm wordt het pantser wel als NERA, aangeduid, Non-Explosive Reactive Armour. NERA werd al eind jaren zestig ontwikkeld en is sindsdien populair voor het verbeteren van oudere tanktypen.
- Keramisch pantser: sommige neokeramische materialen, zoals tegels gemaakt van aluminiumoxide, boriumcarbide of siliciumcarbide, zijn extreem hard en tevens vrij bros. Terwijl staal vrij netjes hydrodynamisch opzijgeschoven wordt door de holleladingsstekel (de metalen gedragen zich als waren zij vloeistoffen), kraakt de keramische tegel onder de druk. Het doorslagkanaal is daardoor niet glad en rond maar gebroken en asymmetrisch. Het gevolg is dat er ook sterke asymmetrische scheerkrachten op de stekel worden uitgeoefend die daardoor zijn ideale vorm begint te verliezen, terwijl hij daar door zijn geringe massa kritisch van afhankelijk is voor het doorboren van het pantser. Dit leidt weer tot nog meer gebroken keramiek en zo ontstaat een vicieuze cirkel die de penetratie stopt. De nieuwste composietmaterialen kunnen vergeleken met staal de doorslag met zo'n 96% verminderen voor hetzelfde gewicht aan pantser. Het nadeel is dat ze extreem duur zijn, zo'n tien dollar per kubieke centimeter of zo'n 4000 dollar per tegel. Keramisch pantser, ook wel Chobham Armour genoemd naar de faciliteit in Engeland waar voor het eerst een bruikbaar type geproduceerd werd, wordt toegepast in de Amerikaanse M1 Abrams en de Britse Challenger 2.
- Schuim: kunststofschuim is zeer taai en heeft een zeer lage dichtheid. Schuim is daardoor voor een gegeven massa zeer effectief om de relatief kleine massa van de stekel af te remmen; daarbij vervormt het bij inslag wat de stekel van zijn koers afbrengt en de doorslag verder vermindert. Eind jaren zestig ontdekte men in Engeland bij toeval dat verpakkingsmateriaal dat in een proefopstelling door een holleladingsstekel geraakt werd, niet doorboord werd. Hoewel de grote dikte die nodig zou zijn om het als hoofdverdediging te laten dienen niet praktisch is — ook vanwege de grote kwetsbaarheid voor normale projectielen — wordt het wel gebruikt als vulmateriaal in de vele holten van een afstands-, perforatie- of laminaatpantser. De vroege M1 gebruikte polypropeen, latere versies polyurethaan; het Duitse systeem heeft polystyreen in de holten. Als brandwering en om de massa (voor een gegeven dikte) toch wat te verhogen wordt wel keramisch poeder als bijmengsel gebruikt. Schuim heeft het voordeel dat het uiterst goedkoop is in aanschaf en onderhoud.
- Explosief Reactiepantser: dit type is door de Sovjet-Unie ontwikkeld in de jaren zestig en bestaat uit een stalen doos die gevuld is met springstof. De dozen worden modulair schuin aan de buitenkant van het voertuig bevestigd. De springstof heeft de speciale eigenschap dat hij niet door kogels of granaatscherven tot ontploffing kan worden gebracht; alleen door een holleladingsstekel. Als die hem raakt, ontploft hij. De ontploffing werpt eerst de stalen buitenkant van de doos schuin in het pad van de stekel en daarna de tegen de voertuigwand terugslaande binnenkant. Beide metalen platen eten de stekel gedeeltelijk op. Het is dus niet zo dat de explosie op zichzelf de stekel vernietigt, zoals het vaak wordt voorgesteld. Dit Explosive Reactive Armour of ERA kan vergeleken met staal voor een gegeven gewicht het doorslagvermogen beperken met zo'n 70%.
- Elektrisch pantser: bij deze techniek die nog in de ontwikkelingsfase is, wordt het voertuig omgeven door een buitenste laag met daarin twee boven elkaar liggende fijnmazige netten van een geleidend metaal met een spanning tussen beiden van vele duizenden volts. Een inslaande holleladingsstekel is zelf geleidend, maakt dus kortsluiting en raakt daardoor zelf geladen. Dit heeft een zekere tijdsduur nodig en de ladingsverschillen tussen de delen van de stekel verstoren zijn geometrie — sommige verslagen spreken van: "Hij spat finaal uit elkaar" — zodat zijn verdere doorslagvermogen tot vrijwel nul wordt teruggebracht. Of dit een praktische methode zal blijken, hangt ervan af of accu's kunnen worden ontworpen die zowel voldoende krachtig als voldoende licht zijn.
- Actief pantser: hierbij is slechts in overdrachtelijke zin van pantser sprake. De bescherming wordt in dit geval tot stand gebracht door een kanonnetje of een raketwerper op het voertuig te plaatsen dat de antitankraket neerschiet voor die de tank bereikt. Zo'n systeem werd voor het eerst door de Sovjet-Unie ontwikkeld en ingevoerd in de late jaren zeventig. Deze methode stelt zeer hoge eisen aan de doelwaarneming, reactietijd en de vuurleiding, die de Sovjets wat verminderden door enorme hagelpatronen te gebruiken, die echter lang niet altijd effectief waren. Modernere systemen proberen door middel van de laatste elektronica een beter resultaat te bereiken met een enkel zwaar metalen staafprojectiel. Het blijkt echter zeer moeilijk zo de vereiste nauwkeurigheid te bereiken met een vrij licht wapensysteem. Een ontploffende brisantgranaat daarentegen zou wél effectief zijn bij de nauwkeurigheid die een staafpenetrator kan halen, maar zal die niet bereiken omdat hij veel logger is. Een oplossing is gevonden door weer gebruik te maken van het principe van de holle lading, nu in de vorm van een resonantiewapen: een dubbelkanon schiet twee holle ladingen af die door gelijktijdig te ontploffen een interferentiegolf opwekken die in een naderende raket of penetrator een resonantie veroorzaakt die hem uiteenrukt. Ook hierbij wordt de explosie-energie vele malen efficiënter gebruikt dan bij bolvormige ladingen.

Deze tegenmaatregelen zijn vaak ook tegen andere dreigingen effectief, zoals granaten die gebruikmaken van bewegingsenergie; omgekeerd geeft pantser dat tegen staafpenetratoren effectief is, ook bescherming tegen de holleladingsstekel, waarvan het doorslagprincipe in wezen weinig verschilt. De modernste tanks hebben een frontpantser dat tegen penetratoren een bescherming biedt van zo'n meter pantserstaalequivalentie; dat is ruimschoots voldoende om ook lichte antitankraketten en raketten van een eerdere generatie dan de huidige te stoppen.

## Nieuwe ontwikkelingen
Zoals meestal het geval is, hebben de tegenmaatregelen een wapenwedloop op gang gebracht. Antitankraketten zijn zwaarder geworden en efficiënter. Ook zijn de modernste in staat een pantservoertuig van boven aan te vallen, zodat het veel dunnere dakpantser geraakt wordt. Specifiek binnen de holleladingstechniek hebben zich drie ontwikkelingen voorgedaan:
- Tandemgevechtskop: dit is een gevechtskop die uit twee achter elkaar liggende holle ladingen bestaat. De kleinste zit vooraan en dient om mogelijke ERA tot ontploffing te brengen zodat de tweede hoofdlading ongestoord zijn werk kan doen.

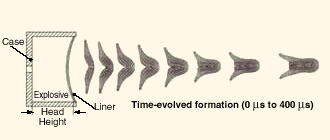
Hoe een EFP gevormd wordt

- Explosion Formed Projectile: de EFP wordt gevormd door een holle lading die zo ingericht is dat bij ontploffing niet zozeer een stekel het resultaat is als een massa metaal die sterk lijkt op een ouderwetse granaatkop. Het doorslagvermogen op korte afstand vermindert hierdoor maar het "projectiel" wordt minder snel door luchtweerstand afgeremd zodat op langere afstand het doorslagvermogen groter is of zelfs überhaupt behouden blijft — de stekel valt immers snel uit elkaar. Een antitankraket met een EFP-kop in de zijkant hoeft zo alleen maar horizontaal op verscheidene meters hoogte over het doel heen te vliegen om het toch te kunnen vernietigen met een explosie uit de zijkant die het dakpantser doorboort. Clusterraketten kunnen bommetjes afwerpen die aan een parachuutje boven het doelgebied hangend ronddraaien totdat ze in de richting van een tank wijzen waarop ze ontploffen en een EFP wegschieten.
- Multi-Purpose-gevechtskop: ook bij een holle lading is er een naar buiten gerichte explosie. Die is secundair ten opzichte van het doel om een pantserplaat te doorboren, maar zou verder dezelfde werking als een brisantgranaat hebben, als de gevechtskop maar voorzien was van een breekbare metalen mantel voor de scherfwerking. Omdat moderne tanks kanonnen dragen van een groot kaliber met bijbehorende grote granaten, kunnen ze vrij weinig munitie meenemen, maar zo'n veertig schoten. Hierdoor wordt het nuttig de functie van holleladingsgranaat (in het Engels High Explosive Anti-Tank genoemd, ofwel HEAT) met die van brisantgranaat (High Explosive, ofwel HE) te verenigen en men heeft dan ook in de jaren zeventig de Multi-Purpose-granaat ontworpen, die voorzien is een scherfmantel. Een nieuwe ontwikkeling is deze granaat de scherven zo'n snelheid te laten geven dat ze ERA voor de gek houden en doen ontploffen: zo kan een hele zijde van een tank van zijn explosief reactiepantser ontdaan worden, opdat een volgende granaat het voertuig zal vernietigen. Men kan daarvoor ook een krans van kleine holle ladinkjes gebruiken die schuin naar voren gericht zijn. Het Amerikaanse leger heeft de Multi Purpose Anti Tank of MPAT die een speciale ontstekerstand heeft voor ontploffing ook op grotere aftstand tot het doel om helikopters te bestrijden, waarop het moeilijk is een voltreffer te plaatsen.